# Ruund
El ruund és una llengua bantu del grup L que parlen els ruunds (lundes kamboves) de la República Democràtica del Congo i els runds (lundes septentrionals) d'Angola. Segons l'ethnologue, a la RDC el 2000 hi havia 153.000 parlants de ruund i 98.500 a Angola. Segons el joshuaproject en el primer estat n'hi ha 209.000 i en el segon 160.000. El seu codi ISO 639-3 és rnd, el seu codi al glottolog és ruun1238 i el seu codi Guthrie és L.53.
És una llengua bantu altament inusual a causa de les consonants codes (K) i al seus sistema vocàlic reduït en el que només hi ha tres vocals, ja que la /e/ ha esdevingut /i/ i la /o/ s'ha convertit en /a/.

## Família lingüística
El ruund forma part del grup L de les llengües bantus; concretament forma part de les llengües lundes juntament amb el lunda i el salampasu.

## Ruund a la República Democràtica del Congo
A la República Democràtica del Congo hi ha 153.000 parlants de ruund (209.000 segons el joshuaproject). Aquests viuen a la província de Lualaba i a la zona fronterera de la província de Kasaï Oriental.

## Ruund a Angola
A Angola, els 98.500 parlants de ruund (160.000 segons el joshuaproject) viuen al nord-est del país, concretament al nord de Lunda Norte.

## Sociolingüística, estatus i ús de la llengua
El ruund és una llengua desenvolupada (EGIDS 5): gaudeix d'un ús vigorós per part de persones de totes les edats i té literatura i està estandarditzada, tot i que no és totalment sostenible. Té diccionari, gramàtica i la Bíblia s'hi va traduir entre el 2008 i el 2009. S'escriu en alfabet llatí.